# Pedro Osório
Pour les articles homonymes, voir Osório (homonymie).
Pedro Osório est une ville brésilienne du Sud-Est de l'État du Rio Grande do Sul, faisant partie de la microrégion de Pelotas et située à 299 km au sud-ouest de Porto Alegre, capitale de l'État. Elle se situe à une latitude de 31° 51′ 53″ sud et à une longitude de 52° 49′ 24″ ouest, à 24 m d'altitude. Sa population était estimée à 8 039 en 2007, pour une superficie de 604 km2. L'accès s'y fait par les  BR-116, BR-293 et RS-706.
Les habitants de Pedro Osório sont principalement descendants d'Italiens et de Libanais.
L'économie de la commune s'est développée un temps[Quand ?] autour du chemin de fer aujourd'hui[Depuis quand ?] désaffecté. La municipalité était le plus grand producteur de briques de grande qualité de l'État ; l'épuisement du sous-sol et les crues du rio Piratini mirent fin à l'activité.
Le nom de la commune est un hommage rendu au colonel Pedro Osório qui possédait des terres sur le territoire actuel.

## Villes voisines
- Piratini
- Cerrito
- Capão do Leão
- Arroio Grande
- Herval